# Aspergillus flavus
Aspergillus flavus (auch Penicillium rubrum oder Gelber Schimmel) ist ein Schimmelpilz der Gattung Aspergillus. Aspergillus flavus wurde als Ursache für den „Fluch des Pharao“ diskutiert.

## Vorkommen
A. flavus verbreitet sich weltweit in der Luft und im Boden. Er bildet hauptsächlich Kolonien auf fett- und stärkehaltigen Samen wie beispielsweise Erdnüssen, Baumwollsamen, Mais, Getreide oder Pistazien. Über diese gelangen der Pilz und die vom Pilz produzierten Nebenprodukte in die menschliche Nahrungskette.
A. flavus ist neben A. parasiticus einer der Hauptproduzenten der Mykotoxine Aflatoxin B1 und Aflatoxin B2.
Die Menge der Aflatoxine, die von A. flavus produziert werden, hängt von äußeren Faktoren wie Temperatur und Luftfeuchtigkeit, sowie dem jeweiligen Stamm ab. Die Produktion der Aflatoxine hat beispielsweise bei 20 °C ihr Maximum, während sie bei 9 °C relativ gering ist. Das Wachstumsoptimum ist zwischen 35 und 37 °C. Manche Stämme von A. flavus produzieren das Antibiotikum Aspergillsäure.
Als 1973 das Grab von Kasimir IV. aufwendig restauriert wurde, starben zwölf der beteiligten Personen, viele weitere erkrankten. Es wird vermutet, dass sie im Rahmen der Arbeiten mit Toxinen des Schimmelpilzes in Kontakt kamen.

## Wirkung
Aflatoxine haben eine starke karzinogene Wirkung. Die Entdeckung der Giftwirkung erfolgte nach dem gehäuften Auftreten von Leberschäden bei Truthähnen: Ein schwerer Befall von Erdnüssen mit A. flavus und damit einhergehende Aflatoxin-Kontamination war der Auslöser dieser sogenannten „Turkey X disease“, die zum massenhaften Sterben der Truthähne führte.
Das Aflatoxin B akkumuliert in der Leber und ist ein Auslöser des kleinzelligen Leberzellkarzinoms, welches in Afrika (aufgrund der schlechten Hygieneverhältnisse) das am häufigsten auftretende Karzinom ist.
Der Pilz selbst kann im immungeschwächten menschlichen Körper verschiedene Organe infizieren (s. Mykosen). Häufiger Angriffspunkt ist dabei die Lunge, neben Herz, Leber, Niere, Zentralem Nervensystem, Augen und Haut. A. flavus verursacht ca. 10 % der durch Aspergillus-Arten hervorgerufenen Mykosen. Bei Vögeln kann der Pilz ebenfalls eine Aspergillose, bei Hunden eine sinunasale Aspergillose hervorrufen, bei Bienen eine Steinbrut.

## Forschung zu neuartigen Sekundärmetaboliten
Der Pilz wird als Ausgangsstoff für ein Medikament zur Behandlung von Leukämie diskutiert. Im Jahr 2025 berichtete ein Forschungsteam der University of Pennsylvania über die Entdeckung neuartiger zyklischer Peptide aus Aspergillus flavus, die als Asperigimycine bezeichnet werden. Diese ribosomal synthetisierten und post‑translational modifizierten Peptide (RiPPs) weisen eine ungewöhnliche heptacyclische Ringstruktur auf und wurden „Asperigimycine“ genannt. Zwei von vier isolierten Varianten zeigten bereits in vitro potente zytotoxische Wirkung gegen Leukämiezellen – eine der Varianten erreichte nach lipid tagging vergleichbare Effekte wie etablierte Leukämie-Chemotherapeutika wie Cytarabine und Daunorubicin. Mechanistisch hemmen die Moleküle die Mikrotubulus‑Bildung und induzieren selektiv Apoptose in Leukämiezellen, während andere Zelltypen kaum betroffen sind. Erste Untersuchungen zeigten auch, dass die Lipid-Modifikation über den SLC46A3-Transporter die Aufnahme in Zellen fördert. Tierversuche und klinische Studien sind geplant.
Diese Entdeckung demonstriert, dass A. flavus, trotz seiner bekannten Rolle als Aflatoxin‑Produzent, auch therapeutisch nutzbare, nicht-genotoxische Metaboliten erzeugen kann.